# 长序厚壳桂
长序厚壳桂（学名：Cryptocarya metcalfiana）为樟科厚壳桂属下的一个种。

## 扩展阅读
- 維基物種上的相關：长序厚壳桂